# 534
| 534                |
| ------------------ |
| Dødsfald - Fødsler |
|                    |

| Gregoriansk kalender | 534 DXXXIV              |
| Ab urbe condita      | 1287                    |
| Armensk kalender     | I/T                     |
| Kinesiske kalender   | 3230 – 3231 癸丑 – 甲寅 |
| Etiopisk kalender    | 526 – 527               |
| Jødisk kalender      | 4294 – 4295             |
| Hindukalendere       |                         |
| - Vikram Samvat      | 589 – 590               |
| - Shaka Samvat       | 456 – 457               |
| - Kali Yuga          | 3635 – 3636             |
| Iransk kalender      | 88 BP – 87 BP           |
| Islamisk kalender    | 91 BH – 90 BH           |

Se også 534 (tal)